# SK Group
SK Group (Hangul: SK그룹, 에스케이그룹) là tập đoàn (Chaebol) lớn thứ ba ở Hàn Quốc. SK Group bao gồm 95 công ty con sử dụng chung thương hiệu SK và văn hóa quản lý của tập đoàn mang tên SKMS (SK Management System). SK đổi tên từ Sunkyong Group (Hangul: 선경그룹; Hanja: 鮮京그룹) thành SK Group vào năm 1997. Nền tảng chính của SK Group là bộ phận năng lượng & hóa chất. SK Group là một tập đoàn đa ngành với các quy mô hoạt động như công nghệ viễn thông (SK Telecom), sản xuất đĩa nhạc và phim, điều chế dược phẩm (SK là nhà phân phối thuốc lớn nhất ở Hàn Quốc(Triều Tiên) và thường xuyên cung cấp miễn phí cho người dân ở Cộng hòa Dân chủ Nhân dân Triều Tiên hàng năm), khai thác vận chuyển dầu khí, kinh doanh bất động sản, khách sạn và trung tâm thương mại Coex Mall đang được điều hành bởi SK Group.
SK Group có hơn 70,000 nhân viên làm việc từ 113 văn phòng trên toàn thế giới. Trong khi các doanh nghiệp lớn nhất của nó chủ yếu tham gia vào các ngành công nghiệp hóa chất, dầu khí và năng lượng, SK Group cũng sở hữu nhà cung cấp dịch vụ điện thoại di động không dây lớn nhất Hàn Quốc, SK Telecom và cung cấp các dịch vụ về xây dựng, vận chuyển, tiếp thị, điện thoại nội địa, internet tốc độ cao và băng thông rộng không dây (WiBro). Vào ngày 20 tháng 3 năm 2010, SK tiếp tục mở rộng phạm vi kinh doanh sang chất bán dẫn bằng cách sát nhập Hynix vào SK Hynix, nhà sản xuất chất bán dẫn bộ nhớ lớn thứ hai thế giới
Lợi nhuận của tập đoàn đã tăng đáng kể năm 2009 đạt doanh thu 7,8 tỷ USD, so với hiện tại là 11, 6 tỷ USD, cho thấy một sự tiến bộ rất vững chắc. Giá trị thị trường của tập đoàn vào năm 2012 là 68 tỷ USD, trong đó cổ đông lớn nhất cũng là chủ tịch của tập đoàn hiện đang nắm giữ 30% cổ phần với giá trị lên đến 20,4 tỷ USD. Theo 2 tạp chí Interbrand và BusinessWeek, tổng giá trị của nhãn hiệu SK đứng thứ 20 trong số các tập đoàn toàn cầu (14,9 tỷ USD) vào năm 2009. Mức tăng trưởng kinh tế của tập đoàn đã đóng góp trực tiếp vào nền kinh tế Hàn Quốc, chỉ tính riêng SK đã vượt 18,1% so với tổng lượng thu nhập của toàn quốc, đạt 31,2 tỷ USD năm 2007, và vượt 20,7% với 52,7 tỷ USD năm 2009. Thêm nữa, khoản tiền thuế mà tập đoàn SK phải trả cho chính phủ Hàn Quốc năm 2009 là 5,2 ngàn tỷ KRW, hơn lượng thuế toàn quốc đến 6,3%.

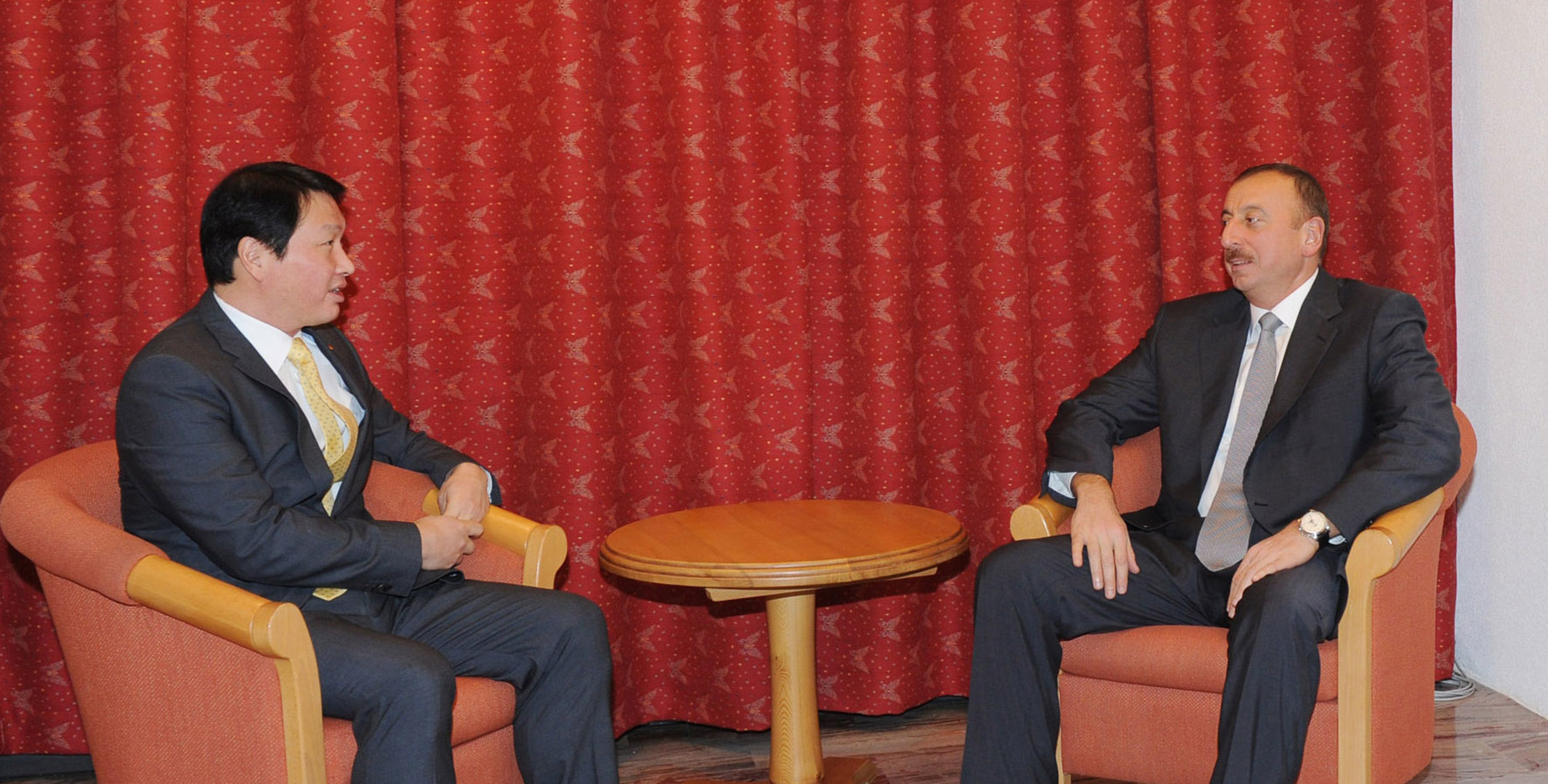
Chủ tịch SK Group - ông Chey Tae-Won (bên trái) gặp gỡ Ilham Aliyev (cựu thủ tướng Azerbaijan) (bên phải).

## Một số công ty thành viên
SK E&C (SK Engineering & Construction Co. Ltd - Công ty Xây dựng và Kỹ thuật SK),
SK Innovation (dầu khí và hóa chất),
SK Telecom (SK Telecom được xem là nhà mạng lớn nhất và dẫn đầu về công nghệ 5G tại Hàn Quốc. SK Telecom còn sở hữu đội game Liên Minh Huyền Thoại SKT T1),
SK Hynix (một công ty bán dẫn lớn của Hàn Quốc, họ được xem là nhà cung cấp chip nhớ lớn thứ 2 thế giới chỉ sau Samsung Electronics),
SK Holdings (dịch vụ công nghệ cao),
SK E&S (cung cấp năng lượng và nhiên liệu sạch).

## Hoạt động từ thiện
Một nguồn tin cho biết, chủ tịch SK và vợ thường xuyên hoạt động từ thiện một cách rất âm thầm, vào mỗi cuối năm 10% từ lợi nhuận cổ phần của cả hai sẽ được trích ra cho việc mua thuốc, quần áo và các sản phẩm sinh hoạt hàng ngày để chuyển cho người dân ở Cộng hòa Dân chủ Nhân dân Triều Tiên cũng như các khu vực thuộc châu Phi và các nước Đông Nam Á. Thêm vào đó tất cả các gia đình khó khăn có người thân bị khuyết tật ở Hàn Quốc cũng được nhận rất nhiều ưu đãi từ SK như sử dụng miễn phí thuê bao do SK Telecom cung cấp, hỗ trợ thu nhập hàng tháng và hỗ trợ tăng lương cho các giáo viên phụ trách giúp đỡ trẻ em khuyết tật, cũng như phát quà Giáng Sinh hàng năm theo nguyện vọng của các em. Hiện nay SK cũng đang đầu tư cho xây một công viên giải trí được thiết kế có các chức năng riêng hỗ trợ cho người khuyết tật, dự tính đầu năm 2014 sẽ hoàn tất việc xây dựng.

## Kiện tụng
Năm 2011, SK đứng trên bờ vực phá sản vì phải đối mặt với hàng loạt các vụ kiện tụng, một lần nữa vị chủ tịch trẻ tuổi với đầu óc nhạy bén đã giúp công ty thoát khỏi tình trạng nguy kịch, doanh thu cũng đã tăng đáng kể ngay sau khi tập đoàn được vực dậy.

## Đầu tư vào Việt Nam
SK Group thông qua SK Telecom từng đầu tư cho mạng di động S-Fone vào những thập niên trước trong dự án hợp đồng hợp tác kinh doanh với công ty Viễn thông Sài Gòn (SPT Telecom), nhưng mạng này sau đó thất bại và SK Telecom rút khỏi dự án.
Ngày 28/05/2019, báo chí đưa tin 205,7 triệu cổ phiếu VIC của Vingroup đã được SK Investment Vina II - quỹ thành viên của SK Group mua. Theo đó, SK Group đã trở thành cổ đông lớn thứ 3 của Tập đoàn Vingroup từ ngày 21/5 với sở hữu 6,15% vốn điều lệ.
Theo đó, SK Group chi ra khoảng 23.300 tỷ đồng (tương đương 1 tỷ USD) để mua 154,3 triệu cổ phiếu phát hành riêng lẻ từ Vingroup và mua lại 51,4 triệu cổ phiếu VIC thuộc sở hữu của Công ty cổ phần Dịch vụ Thương mại Tổng hợp VinCommerce, với giá trung bình 113.000 đồng một cổ phần.
Ngoài Vingroup, SK Group còn sở hữu 9,5% cổ phần tại tập đoàn Masan (tập đoàn tư nhân lớn thứ 2 Việt Nam), 5,23% cổ phần tại PV Oil (thuộc tập đoàn Dầu khí Việt Nam), 25% vốn của Lô dầu khí 15-1/05, 50% vốn liên doanh với tổng công ty Tân Cảng Sài Gòn - Newtruck House và 30 triệu đô đầu tư vào Trung tâm Đổi mới sáng tạo Quốc gia (NIC) của Việt Nam
Trang tin Business Korea của Hàn Quốc cho biết SK South East Asia Investment được thành lập tháng 8 năm 2018 nhằm mục tiêu tăng cường sự hiện diện của SK tại Đông Nam Á, nhằm thay thế cho thị trường Trung Quốc.